# بطولة أوروبا لكرة الماء 1993
بطولة أوروبا لكرة الماء 1993 كان الموسم الـ 21 من بطولة أوروبا لكرة الماء، وجرت المنافسات في شفيلد المملكة المتحدة، ونظمت من قبل الاتحاد الأوروبي للسباحة.

## النتائج
| م       | المنتخب         |
| ------- | --------------- |
| ذهبية   | إيطاليا         |
| فضية    | المجر           |
| برونزية | إسبانيا         |
| 4       | رومانيا         |
| 5       | كرواتيا         |
| 6       | روسيا           |
| 7       | اليونان         |
| 8       | هولندا          |
| 9       | ألمانيا الغربية |
| 10      | سلوفاكيا        |